# Jules Merckaert
Pour les articles homonymes, voir Merckaert.
Jules Sébastien Camille Marie Merckaert, dit « Jul Merckaert », est un peintre belge né à Schaerbeek le 7 juin 1872 et décédé à Schaerbeek le 25 octobre 1924.

## Biographie
Jules Merckaert est, en 1898, l'un des douze membres fondateurs du collectif artistique Labeur,. En 1903, il expose quelques toiles au salon du cercle artistique Le Lierre.

## Honneurs
La commune de Schaerbeek a donné son nom à une rue.

## Galerie

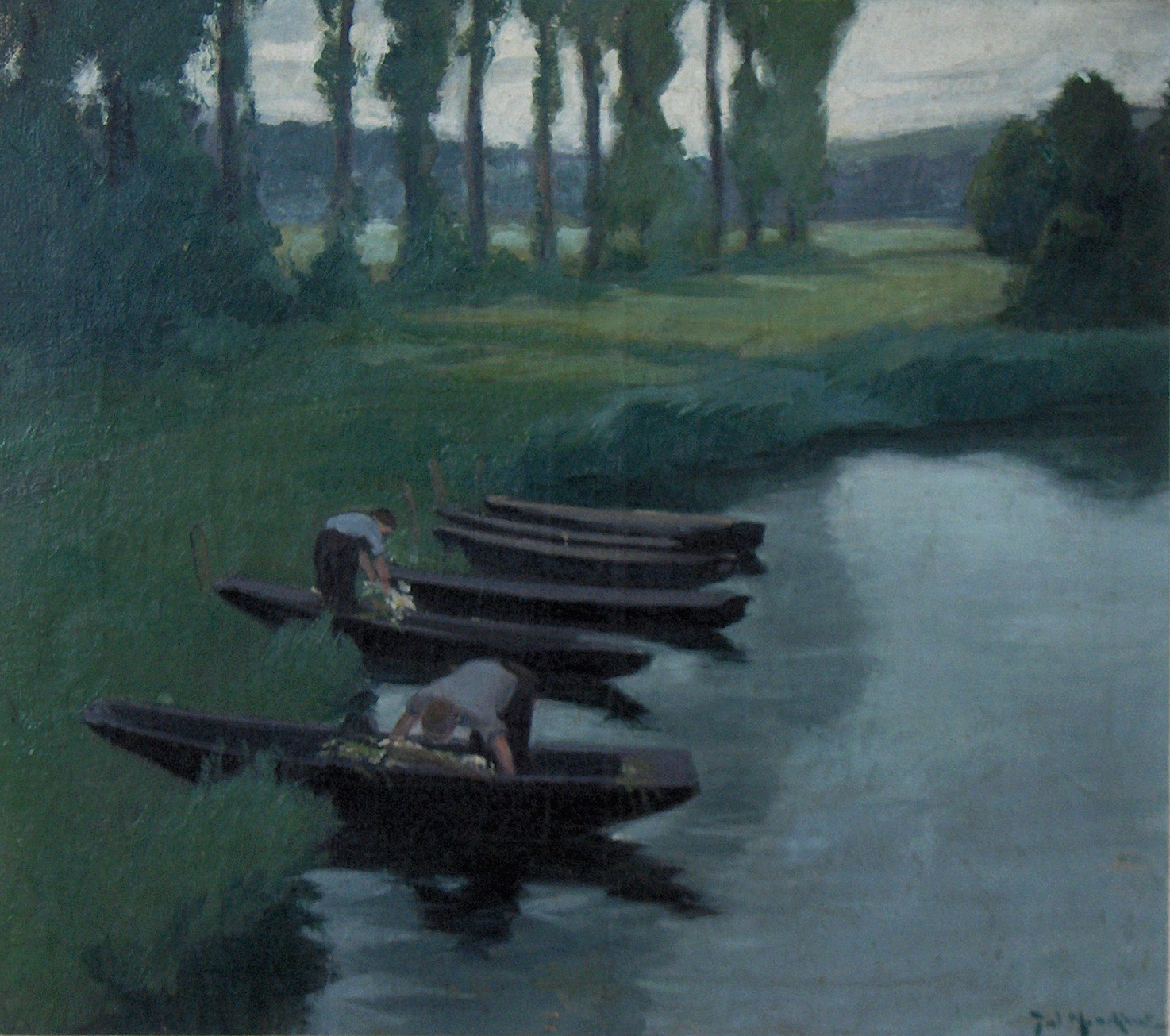
Vue d'ensemble avec femmes dans des bateaux.